# Kamikaze
 For alternative betydninger, se Kamikaze (flertydig). (Se også artikler, som begynder med Kamikaze)
Kamikaze (神風, かみかぜ) betyder "guddommelig vind" på japansk. Oprindeligt blev udtrykket brugt om en kraftig storm, der i 1281 udslettede Kublai Khans flåde, og dermed reddede Japan fra invasion. Under anden verdenskrig blev det genoplivet som navn for de selvmordspiloter, den japanske kejser sendte i krig. Under anden verdenskrig var shinto statsreligion i Japan, og kejseren havde guddommelige rettigheder og kunne derfor kræve de ofre.
Omkring 3.800 piloter mistede livet i selvmordsangrebene, der havde en succesrate på 19%.